# A6-os autópálya (Lengyelország)
Az A6-os autópálya Németországból jön, az A11-es német autópálya folytatása a lengyel A6-os autópálya amely Kołbaskowonál lépi át a német-lengyel határt és tart egyenesen Lengyelország második legnagyobb kikötővárosába Szczecinbe, ez a város az Odera partján nem messze az Odera delta torkolatánál fekszik. Szczecin a Nyugat-Pomorzei vajdaság székhelye és egyben a legnagyobb városa.